# St. Adalbert (Frombork)
Die römisch-katholische Kirche St. Adalbert (polnisch Kościół św. Wojciecha) in der  ermländischen Stadt Frombork (deutsch Frauenburg) ist ein nach dem Entwurf von Friedrich August Stüler errichtetes Bauwerk aus dem 19. Jahrhundert.

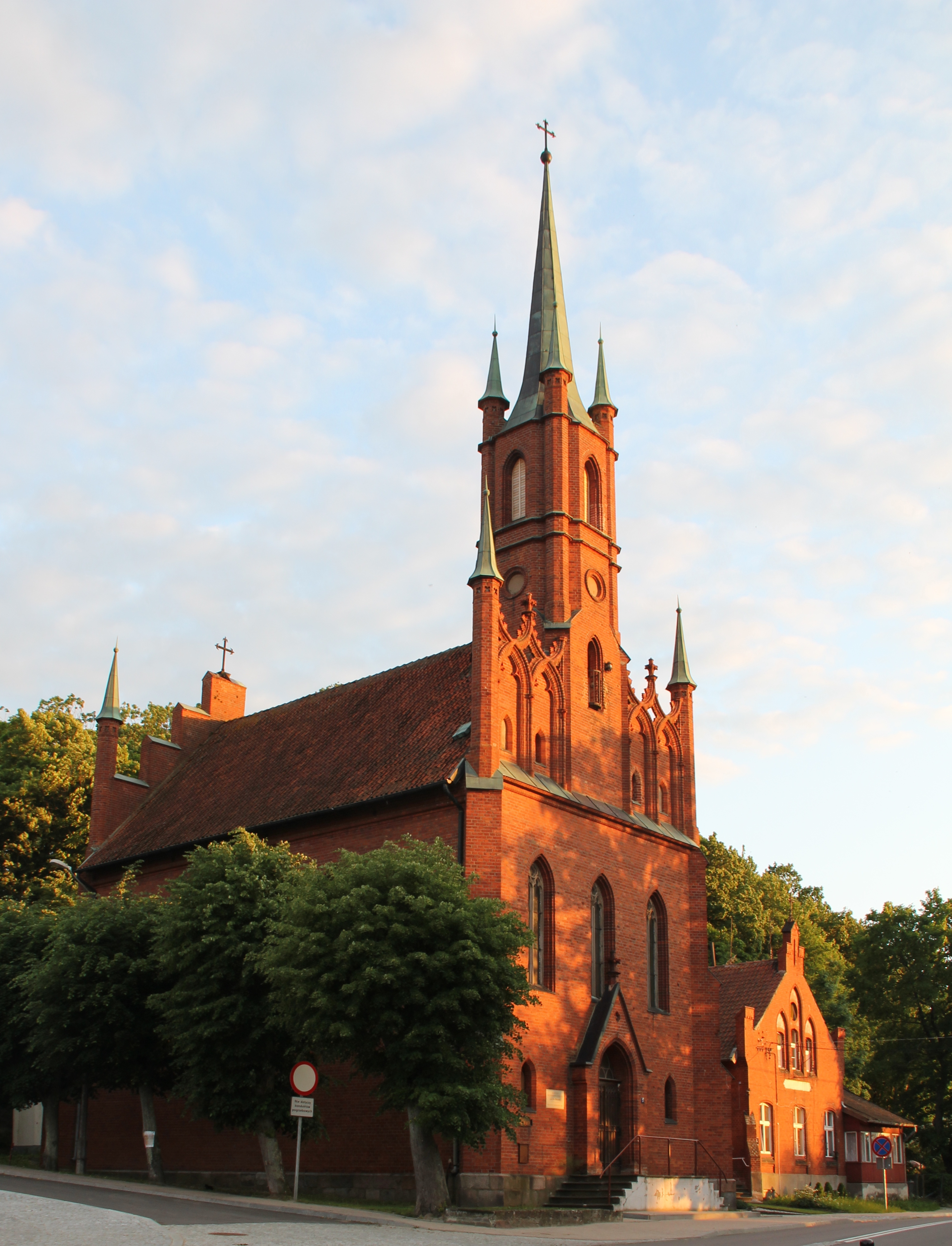
Die St.-Adalbert-Kirche in Frombork (Frauenburg)

## Kirchengebäude

### Lage
Frombork liegt am Ostufer des Frischen Haffs (polnisch Zalew Wiślany) im Nordwesten der polnischen Woiwodschaft Ermland-Masuren. Die St.-Adalbert-Kirche befindet sich in der Stadtmitte an der dem Haff zugewandten Seite am Kathedralhügel. An der Kirche führt die Woiwodschaftsstraße 504 (einstige deutsche Reichsstraße 1) vorbei.

### Geschichte

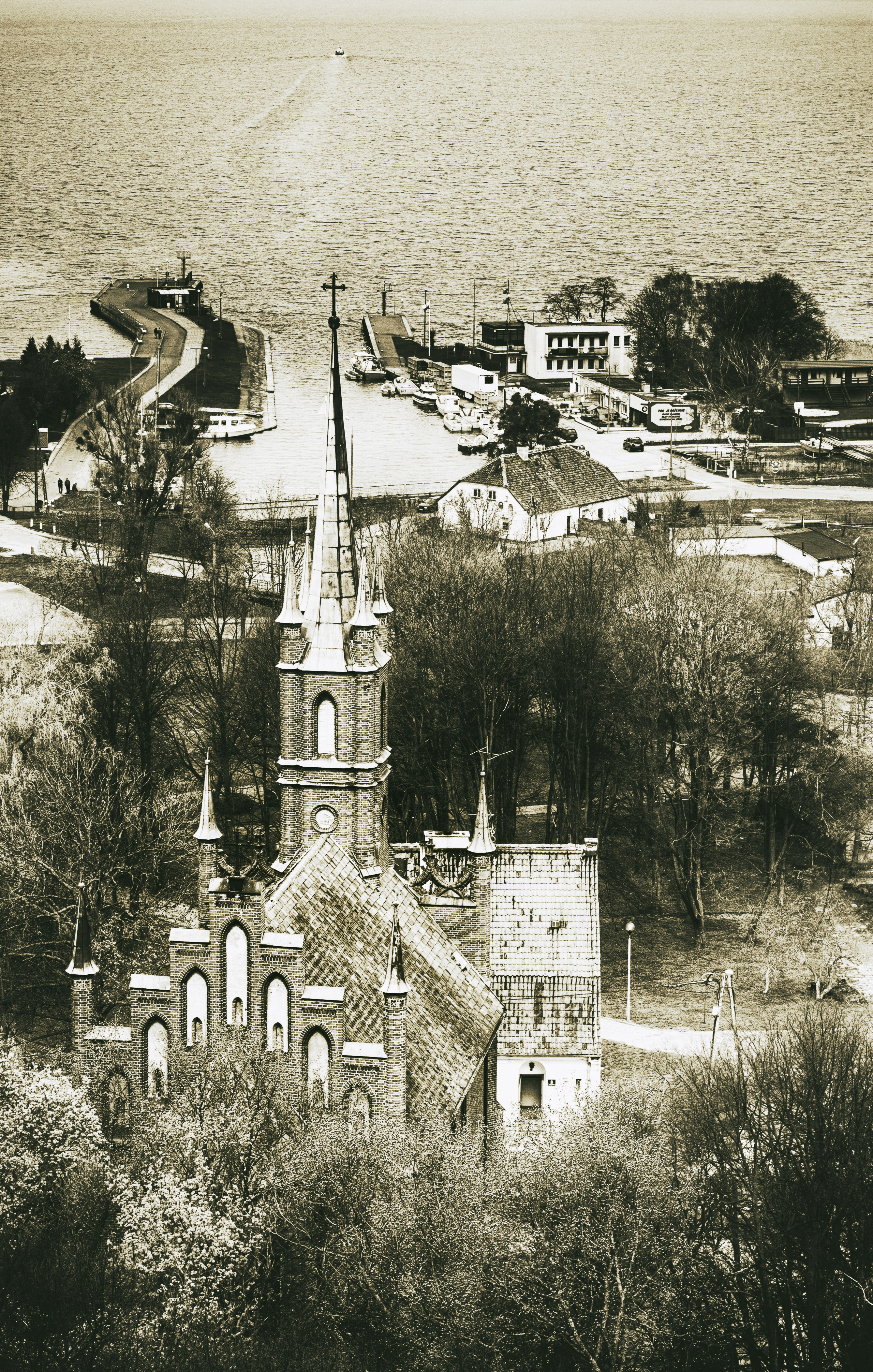
Historisches Kirchenbild

Eine evangelische Gemeinde entstand in Frauenburg erst im Jahre 1772. Eine eigene Pfarrei wurde 1828 errichtet, zuvor wurde die Gemeinde von Braunsberg (polnisch Braniewo) aus betreut. 1871 wurde Tolkemit (polnisch Tolmicko) von Lenzen (Łęcze) nach Frauenburg umgepfarrt.
Frauenburg wurde mit Tolkemit zu einer Vereinten Kirchengemeinde zusammengelegt, deren Pfarrsitz Frauenburg blieb. Die Pfarrei gehörte zum Kirchenkreis Ermland, vor 1945 zu dessen Teilbereich des Superintendenturbezirks Braunsberg (Braniewo) innerhalb der Kirchenprovinz Ostpreußen der Kirche der Altpreußischen Union.

### Bauwerk
An den Plänen zum Bau einer evangelischen Kirche in Frauenburg hatte selbst Friedrich Wilhelm IV. Anteil. In den Jahren 1857 bis 1861 wurde der Kirchenbau dann nach einem Entwurf von Friedrich August Stüler errichtet. Am Gedenktag der Reformation (31. Oktober) 1862 wurde er eingeweiht.
Entstanden war ein neugotischer Ziegelbau mit einem Treppengiebel sowie einem schlanken Turm. Hinter dem Altar in sternförmig gewölbten Chor erhob sich ein großes Kreuz.
Die Innenmalerei stammte vom Königsberger Kunstmaler Otto Ewel, der sie 1928 anfertigte. Zwei Altarleuchter stammten aus dem Besitz des Generalsuperintendenten und Erzbischofs Ludwig Ernst von Borowski.

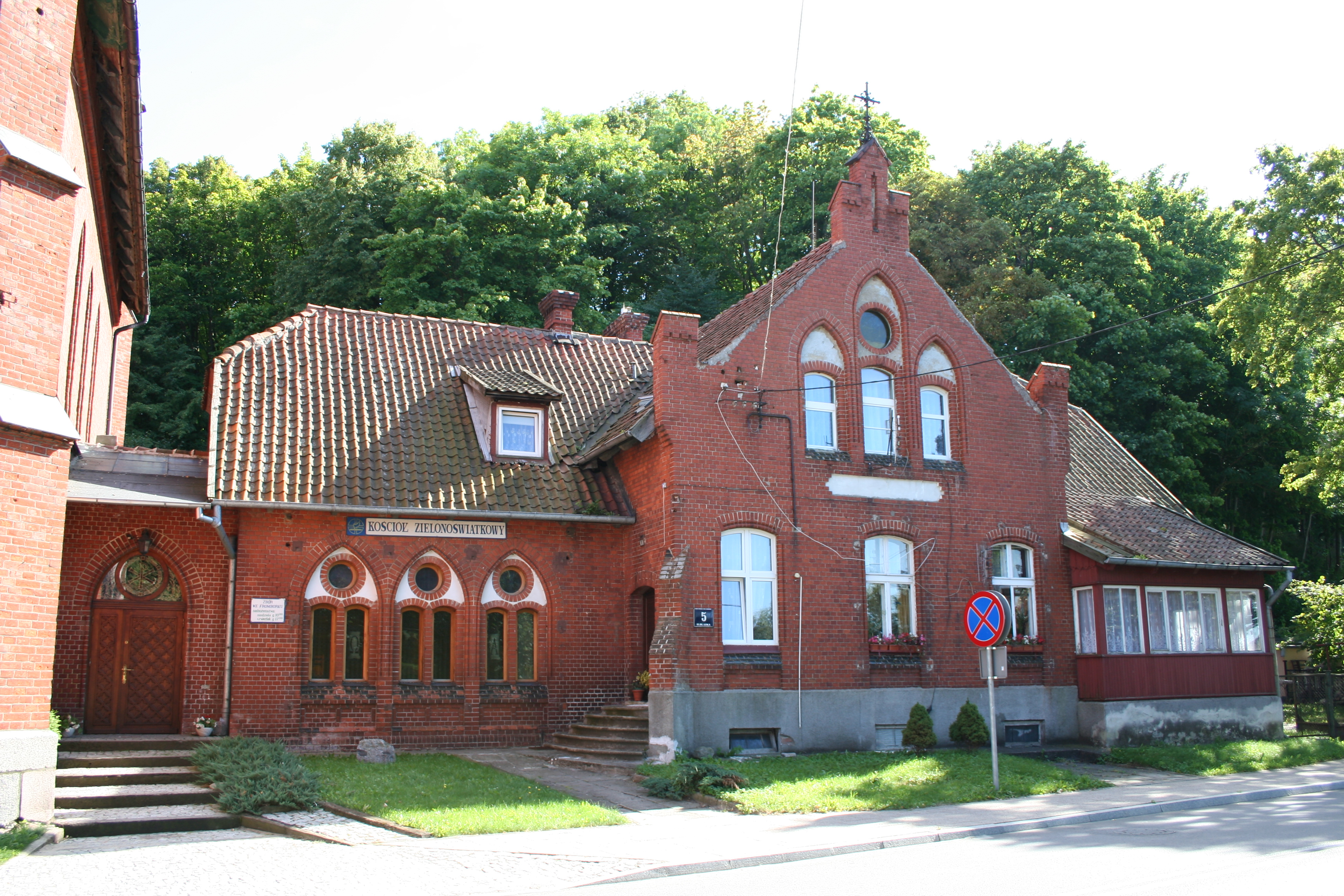
Das ehemalige Pfarrhaus

An die Kirche wurde im Jahre 1903 ein Pfarrhaus angebaut.
Die Kirche ging 1946 in den Besitz des Bistums Ermland der Römisch-katholischen Kirche über. Nach umfangreichen Renovierungsmaßnahmen wurde sie als St.-Adalbert-Kirche neu geweiht. Sie ist jetzt eine Filialkirche der Kathedrale Mariä Himmelfahrt und St. Andreas in Frombork.
Das einstige Pastorat ist heute ein Gotteshaus der Pfingstkirche (polnisch Kościół Zielonoświątkowy).
In Frombork lebende evangelische Kirchenglieder gehören zur Diözese Masuren der Evangelisch-Augsburgischen Kirche in Polen.

## Kirchengemeinde
Kirchspielorte (bis 1945)
Bis 1945 gehörten zum Sprengel Frauenburg der Vereinten Kirchengemeinde Frauenburg-Tolkemit 32 Orte:
| Deutscher Name                | Polnischer Name     |  | Deutscher Name   | Polnischer Name |
| ----------------------------- | ------------------- |  | ---------------- | --------------- |
| Alt Münsterberg               | Stare Monasterzysko |  | Kilienhof        | Kilie           |
| Althof                        | Stary Dwór          |  | Klein Rautenberg | Małe Wierzno    |
| Baudehof                      | Bauda               |  | Koggenbusch      | Krze            |
| Betkendorf                    | Biedkowo            |  | Koßwald          | Kozka Leśna     |
| Bischdorf                     | Biskupie            |  | Kreutzdorf       | Krzyżewo        |
| Bludau                        | Błudowo             |  | Moorbruch        | Rucianka        |
| Dittersdorf                   | Krzywiec            |  | Narz             | Narusa          |
| Drewsdorf                     | Drewnowo            |  | Neu Sadlucken    | Nowe Sadłuki    |
| Frauenburg mit Dom Frauenburg | Frombork            |  | Neufeld          | Nowiny          |
| Fuchsberg                     | Lisek               |  | Niederwald       | Nizinka         |
| Groß Rautenberg               | Wielkie Wierzno     |  | Rahnenfeld       | Ronin           |
| Grundhof                      | Grądek              |  | Rothhof          | Dworzysko       |
| Heinrichshof                  | Jędrychowo          |  | Sankau           | Sądkowo         |
| Jägeritten                    | Jegryty             |  | Schafsberg       | Baranówka       |
| Jettchenhof                   | NN                  |  | Sonnenberg       | Bogdany         |
| Karschau mit Johannishof      | Karszewo mit Janowo |  | Vierzighuben     | Włóczyska       |

Pfarrer (bis 1945)
Von 1828 bis 1945 amtierten an der Frauenburger Kirche als evangelische Geistliche:
Katecheten:
- Carl Emil Gebauer, 1828–1831
- August Ernts G. Differt, 1831–1834

Pfarrer:
- Johann Friedrich Rübsamen, 1834–1842
- Friedrich Wilhelm Julius Kleist, 1842–1860
- Bernhard Leopold Maaß, 1860–1863
- Carl Fr. W. A. Seidenstücker, 1864–1867
- Johann Hermann Rud. Bartsch, 1868–1875
- Carl Louis Franz Sommer, 1876–1882
- Otto Karl Johann Kossack, 1883–1885
- August Richard Jacobi, 1886–1889
- Viktor Ulrich C. Krieger, 1890–1905
- Wilhelm Viktor Laudien, 1906–1909
- Johannes Kurt Kalanke, 1909–1913
- Fritz Pachnio, 1913–1916
- Gustav Adolf Benrath, 1916–1921
- Wilhelm Siegert, 1922–1929
- Bruno Hasford, 1930–1945